# Didelphonema longispiculata
Didelphonema longispiculata е паразитен нематод от семейство Spiruridae. Локализацията на възрастните екземпляри е в тънките черва. Установено е, че крайни гостоприемници могат да бъдат опосуми (вирджински опосум) и котки (червен и канадски рис, и южноамерикански котки). Среща се в Северна и Южна Америка.